# Parmotrema pustulatum
Parmotrema pustulatum är en lavart som beskrevs av Louwhoff & Elix. Parmotrema pustulatum ingår i släktet Parmotrema och familjen Parmeliaceae.   Inga underarter finns listade i Catalogue of Life.